# Drago Žerjal (glasbenik)
Drago Žerjal, slovenski glasbenik in zborovodja, * 4. januar 1920, Boršt pri Trstu , † 10. januar 1989, Trst. 

## Življenje in delo
Rodil se je v družini trgovca Romana Žerjala v Borštu. Ko je bil star 12 let se je družina preselila v Boljunec. Obiskoval je italijansko učiteljišče v Trstu, vmes doma pomagal v trgovini in leta 1939 maturiral. Vojaščino je služil do zloma fašistične oblasti. V prvih dneh leta 1944 se je pridružil partizanom. V Suhi krajini je bil vključen v brigado Frana Levstika. Tam je učil borce peti in jih spremljal na harmoniko. Kasneje so ga poslali na tečaj za zborovodje v Zagradec, katerega je vodil Marjan Kozina. Po končanem tečaju je bil priključen propagandnemu 
odseku 7. korpusa, kjer je ustanovil in vodil pevski zbor, ki je 9. maja 1945 na dan osvoboditve Ljubljane prvi nastopil na radijski postaji Ljubljana. Po vojni se je vrnil v Boljunec, kjer je prevzel očetovo trgovino. Leta 1946 je v Boljuncu postal zborovodja domačega pevskega zbora. Zbor se je razvil v močno vokalno skupino in nastopal v raznih krajih. Leta 1953 je ustanovil instrumentalno in vokalno skupino, ki je delovala do 1960. Leta 1963 se je priključil pobudi za ustanovitev revijskega orkestra Miramar. Z orkestrom je  nastopal kot dirigent, skladatelj in glasbenik na I. in II. Festivalu tržaške popevke. Na I. Festivalu je prejel prvo nagrado za besedilo in glasbo popevke Ko si kupim mali avto 500 C, na II. Festivalu pa sta bili nagrajeni njegovi pesmi Pismo iz tujine in Tržaške lučke. 